# Villano Beach
Villano Beach es un lugar designado por el censo ubicado en San Juan en el estado estadounidense de Florida. En el Censo de 2010 tenía una población de 2.678 habitantes y una densidad poblacional de 577,32 personas por km².

## Geografía
Villano Beach se encuentra ubicado en las coordenadas 29°55′51″N 81°17′58″O / 29.93083, -81.29944. Según la Oficina del Censo de los Estados Unidos, Villano Beach tiene una superficie total de 4.64 km², de la cual 4.59 km² corresponden a tierra firme y (1.01%) 0.05 km² es agua.

## Demografía
Según el censo de 2010, había 2.678 personas residiendo en Villano Beach. La densidad de población era de 577,32 hab./km². De los 2.678 habitantes, Villano Beach estaba compuesto por el 96.08% blancos, el 0.41% eran afroamericanos, el 0.63% eran amerindios, el 1.01% eran asiáticos, el 0.15% eran isleños del Pacífico, el 0.71% eran de otras razas y el 1.01% pertenecían a dos o más razas. Del total de la población el 3.81% eran hispanos o latinos de cualquier raza.